# Frederick Abberline
Frederick George Abberline (8 de enero de 1843, Blandford Forum, (Dorset) (Inglaterra) - 10 de diciembre de 1929, Bournemouth (Dorset) (Inglaterra) fue el inspector jefe de la Policía Metropolitana de Londres y una importante figura policial en la investigación de los asesinatos de Jack el Destripador, en ese oscuro y fatídico año de 1888.

## Juventud
Frederick Abberline fue el hijo de Edward Abberline y de su esposa Hannah Abberline (nacida como Hannah Chinn). Tras la muerte de Edward Abberline en 1849, su viuda abrió una pequeña tienda y crio sola a sus cuatro hijos: Emily, Harriett, Edward, y Frederick.

## Carrera policial
Frederick fue un relojero hasta que abandonó su casa para irse a Londres, donde se alistó en la policía metropolitana el 5 de enero de 1863, siendo destinado a la División N (Islington) con el número de autorización 43519. El condestable Abberline impresionó tanto a sus superiores que ellos le promocionaron a sargento dos años después, el 19 de agosto de 1865. En su promoción se le trasladó a la División Y (en Highgate). En 1867 investigó actividades fenianas como policía de paisano. Su ascenso a inspector se produjo el 10 de marzo de 1873, y tres días después, el 13 de marzo, fue trasladado a la División H (en Whitechapel). El 8 de abril de 1878 fue nombrado como inspector local a cargo del Departamento de Investigación Criminal de la División H.
Posteriormente, el 26 de febrero de 1887, Abberline fue trasladado a la División A (en Whitehall) y, después, a la División CO (Central Office) de Scotland Yard, el 19 de noviembre de 1887, donde fue ascendido a Inspector de primera clase el 9 de febrero de 1888 e Inspector Jefe el 22 de diciembre de 1890. Tras el asesinato de Mary Ann Nichols el 31 de agosto de 1888, Abberline fue enviado a Whitechapel debido a su experiencia en el área, y allí fue puesto al mando de varios detectives que investigaron los crímenes del Destripador.
Entre la lista de sospechosos en el caso de Jack el Destripador, el principal según Abberline fue George Chapman.
Posteriormente, Frederick Abberline se involucró en 1889 en la investigación del Escándalo de la calle Cleveland. Y el 8 de febrero de 1892, se retiró habiendo obtenido 84 conmemoraciones y premios.
La opinión general que se tiene sobre este policía victoriano sin duda en general es muy positiva. Por su labor en el caso de Jack el Destripador, fue reputado principal rival del mutilador del East End londinense, y destacando sus dotes se señaló que: ”la posteridad lo elevó al sitial de figura romántica, algo así como el idealista que enfrentó al mal encarnado en la postura del malévolo asesino que persiguió, así como a las poderosas fuerzas ocultas que lo protegían”.
Y atento a otra descripción, “Frederick George Abberline era un hombre modesto, afable y honrado, tan fiable como los relojes que reparaba antes de ingresar en la Policía Metropolitana en 1863. Durante sus treinta años de servicio ganó ochenta menciones de honor y premios de jueces, de magistrados y del propio Jefe de la policía”.
Sin embargo, tal cual se advertirá más abajo en la sección correspondiente, al respetado Inspector no le faltaron detractores. En tiempos recientes se llegó al extremo de barajarse la posibilidad que este hombre –en una suerte de desdoblamiento de su personalidad al estilo del Dr. Jekyll y Mr Hyde– no fuera otro sino el mísmísimo Jack el Destripador

## Vida personal
Abberline se casó dos veces: la primera en marzo de 1868 con Martha Mackness, hija de un trabajador de Elton, Cambridgeshire; ella murió de tuberculosis dos meses después de la boda. El 17 de diciembre de 1876, diez años antes de los asesinatos de Jack el Destripador, Abberline se casó con Emma Beament, hija de un comerciante de Hoxton New Town, en Shoreditch. Aunque no tuvieron hijos, su matrimonio duró hasta la muerte de Frederick 50 años después.
Frederick George Abberline murió en 1929 a los 86 años.

## Sospechas sobre su persona
Las iniciales suspicacias que en obras literarias despertó el inspector Frederick George Abberline, datan del libro titulado Jack the Ripper: The final solution del autor Stephen Knight, y publicado en 1976. En ese ensayo no se postulaba al detective para ocupar el cargo de asesino de Whitechapel, pero por primera vez se echaban sombras sobre su persona, al estimarse que ofició de encubridor en aquellos homicidios. Peor aún: se sugería allí que cayó en la corrupción y aceptó ser sobornado a fin de mantener la boca cerrada, pese a haber “descubierto” que Jack the Ripper no era otro más que el eminente médico imperial Dr. William Withey Gull.
El citado libro sigue la línea de las teorías conspirativas, y en él se sugiere que las atroces fechorías de 1888 tuvieron por propósito eliminar ritualmente a prostitutas conjuradas contra la monarquía. Según se propone en esta versión, el jerarca policial no intergró el grupo de ejecutores materiales, pero sí asumió el rol de encubridor a cambio de prebendas. Una buena remuneración monetaria que Scotland Yard le brindó cuando el policía pasó a retiro, es visto por Stephen Knight como excesivamente cuantiosa. A partir de ese dato, arguye –muy arriesgadamente y sin pruebas concretas– que el auténtico motivo por el cual le concedieron aquel premio no fincó en recompensar sus largos años de servicio profesional, sino en comprar su silencio.
En la novela gráfica From Hell, con guion de Alan Moore y dibujos de Eddie Campbell, nuevamente Abberline es presentado como un afanoso detective que al principio actúa de buena fe y hace todo lo posible por resolver el sangriento enigma, pero que finalmente, por debilidad y miedo, permitirá ser sobornado y no denunciará al perpetrador ni a sus aristocráticos cómplices.
Hay que esperar hasta el año 2007, para que por primera vez, el grafólogo español José Luis Abad y Benítez, señale al Inspector Abberline como el verdadero autor de los crímenes de Whitechapel: Jack el Destripador era el Inspector Abberline. Tras una larga investigación, José Luis Abad y Benítez, presenta y registra, el 11 de septiembre de 2007, ante el Notario D. Alfonso-Manuel Cavallé Cruz, en Santa Cruz de Tenerife (España), el resultado de dicha investigación; en la cual demuestra, en una extensa peritación caligráfica, que el Inspector Abberline era Jack el Destripador. Dicha peritación caligráfica fue incluida en su libro, publicado en el año 2011: Jack el Destripador, el asesino más inteligente de la historia.
Según asegura el grafólogo José Luis Abad y Benítez en una entrevista sobre su libro, Jack el Destripador era el seudónimo del asesino en serie más conocido de la historia y bajo el que se ocultaba el inspector de Scotland Yard llamado Frederick George Abberline. El citado grafólogo analizó la letra de las memorias del inspector y del diario que se atribuye a un algodonero de la ciudad inglesa de Liverpool, pero que a juicio del autor de este libro es obra de Abberline. La firma de Abberline en sus memorias fue lo que llevó al Grafólogo José Luis Abad y Benítez, ya en 2004, a la conclusión de que era Jack el Destripador, tras contrastarla con la letra del diario que se atribuye al algodonero de Liverpool, y en el que se cita en veinticuatro ocasiones el nombre del inspector de Scotland Yard. La motivación para cometer los crímenes, a juicio de José Luis Abad y Benítez, era asesinar a su madre en el cuerpo de las prostitutas, pues indica que Abberline podría ser hijo ilegítimo de un hombre de la realeza y que la reina Victoria I sabía quién era el padre biológico, pero ignoraba que el inspector era Jack el Destripador.
En el libro de José Luis Abad y Benítez se presentan 454 muestras entre indubitadas (auténticas) y dubitadas, aunque "en reserva" detalla unas mil más con las que demuestra mediante peritación caligráfica que el inspector de Scotland Yard Frederick George Abberline era Jack el Destripador. Como motivación de los crímenes señala que el policía podría saber que era “hijo ilegítimo y que su padre biológico pertenecía a la realeza”. También sugiere que el Inspector Abberline podría haber estado obsesionado con lograr el título nobiliario de “Sir” y frustrado al no haber recibido nunca tal reconocimiento. El autor muestra en su libro 24 láminas en las que se disponen los 84 gestos tipo y escrituras características. Nótese que el inspector, que nació el 8 de enero de 1843, investigó todos los crímenes atribuidos a Jack el Destripador. El autor concluye su libro con la leyenda "La escritura no miente", del precursor de la grafología emocional objetiva, Rafael Schermann. Igualmente, hay especialistas que señalan con argumentos que el inspector Abberline nunca pudo haber sido 'Jack el Destripador'.
De lo que no hay dudas pues existe registro de ISBN y ejemplares disponibles que así lo acreditan, es que en el año 2010 se editó el ensayo "Jack, en Scotland Yard” (Editorial Foto Prensa Sudamericana, Buenos Aires, Argentina, ISBN 978-987-26318-0-2), en el cual su autora, Mónica Laura Arra, médico forense y grafóloga efectúa el análisis grafológico del diario personal escrito por Abberline y lo coteja con la caligrafía expuesta en misivas tradicionalmente atribuidas al asesino, como por ejemplo la encabezada “Querido Jefe” fechada 25 de septiembre de 1888, así como la postal conocida como “Jacky el Descarado”, y la célebre misiva “Desde el Infierno”. Apoya sus sospechas, además, en correspondencia no tan notoria, donde el emisor se jactaba de pertenecer a la policía y amenazaba a testigos de los crímenes con matarlos si seguían aportando información a las autoridades.
También este célebre inspector inglés fue incluido en roles secundarios en varias obras de ficción, como por ejemplo en la novela "La noche del Destripador" escrita por Robert Bloch, y en los thrillers El segundo asesino y El animal más peligroso: un thriller victoriano, escritos respectivamente por Sarah Pinborough y Gabriel Pombo. Inclusive es posible interactuar con él en la versión de la historia relatada en el videojuego "Sherlock Holmes vs Jack el Destripador", donde esta (obviamente a cargo de la investigación). No obstante (y haciendo un paréntesis sobre las hipótesis de su implicación); en esta representación se indica que el asesino en realidad era un carnicero que al padecer de una enfermedad venérea, inició una "vendetta" contra las prostitutas. Y al estar relacionado con la comunidad judía, al final se optó por no divulgar su identidad y permitir que sea esta comunidad quien decida como castigar al criminal dentro de su intimidad. Pero, recordemos que si bien se soporta sobre bases históricas, el juego no deja de ser una obra de ficción.